# Europamesterskaberne i amatørboksning 1947
Europamesterskaberne i amatørboksning 1947 blev afviklet den 2. til den 17. maj 1947 i Dublin. Det var syvende gang, der blev afholdt EM for amatørboksere. Turneringen blev arrangeret af den europæiske amatørbokseorganisation EABA. Der deltog 105 boksere fra 16 lande .
Fra Danmark deltog Thyge Petersen (letsværvægt), Michael Jacob Michaelsen (letsværvægt), Christian Christensen (fluevægt), Sigurd Myken (fjervægt), Aage Christensen (letvægt), Armand Christensen (mellemvægt), Svend Wad (letvægt). Svend Wad vandt bronze, hvorimod det ikke blev til medaljer til de øvrige danske deltagere.

## Medaljevindere
| Event                  | Guld                             | Sølv                   | Bronze                             |
| ---------------------- | -------------------------------- | ---------------------- | ---------------------------------- |
| Fluevægt (– 51 kg)     | Luis Martinez Zapata Spanien     | James Clinton Skotland | Frantisek Majdloch Tjekkoslovakiet |
| Bantamvægt (– 54 kg)   | Laszlo Bogacs Ungarn             | Bertil Ahlin Sverige   | Peter Sanderson England            |
| Fjervægt (– 58 kg)     | Kurt Kreuger Sverige             | Peter Maguire Irland   | Jules van Dyk Belgien              |
| Letvægt (– 62 kg.)     | Joseph Vissers Belgien           | Roger Baour Frankrig   | Svend Wad Danmark                  |
| Weltervægt (– 67 kg.)  | John Ryan England                | Charles Humez Frankrig | Giuseppe Facchi Italien            |
| Mellemvægt (– 73 kg.)  | Aimé-Joseph Escudie Frankrig     | Wally Thom England     | Julius Torma Tjekkoslovakiet       |
| Letsværvægt (– 80 kg.) | Hennie Quentemeijer Nederlandene | Léon Nowiaz Frankrig   | Vital L'Hoste Belgien              |
| Sværvægt (+ 80 kg.)    | Gerry O'Colman Irland            | George Scriven England | Giulio Bastiani Italien            |

## Medaljefordeling
| Placering | Land            | Guld | Sølv | Bronze | Total |
| --------- | --------------- | ---- | ---- | ------ | ----- |
| 1         | Frankrig        | 1    | 3    | 0      | 4     |
| 2         | England         | 1    | 2    | 1      | 4     |
| 3         | Irland          | 1    | 1    | 0      | 2     |
| –         | Sverige         | 1    | 1    | 0      | 2     |
| 5         | Belgien         | 1    | 0    | 2      | 3     |
| 6         | Ungarn          | 1    | 0    | 0      | 1     |
| –         | Nederlandene    | 1    | 0    | 0      | 1     |
| –         | Spanien         | 1    | 0    | 0      | 1     |
| 9         | Skotland        | 0    | 1    | 0      | 1     |
| 10        | Tjekkoslovakiet | 0    | 0    | 2      | 2     |
| –         | Italien         | 0    | 0    | 2      | 2     |
| 12        | Danmark         | 0    | 0    | 1      | 1     |

## Eksterne links
- 7. Europamesterskab i boksning Arkiveret 2. februar 2012 hos  Wayback Machine (engelsk)